# Cedusa dietzi
Cedusa dietzi är en insektsart som beskrevs av Flynn och Kramer 1983. Cedusa dietzi ingår i släktet Cedusa och familjen Derbidae. Inga underarter finns listade i Catalogue of Life.